# 연쇄상구균 인두염
연쇄상구균 인두염(連鎭狀球菌咽頭炎, streptococcal pharyngitis, streptococcal tonsillitis, streptococcal sore throat, strep throat, strep)은 A군 연쇄상구균에 감염되어 발병하는 인두염이다. 잘 나타나는 증상에는 발열, 인후통, 편도염, 목의 림프절 붓기 등이 있다. 두통이나 구역질, 구토를 동반하기도 한다. 성홍열이라고 하는 사포나 닭살과 비슷하게 생긴 발진이 나타나는 환자도 있다. 일반적으로 병원균에 노출된 후 1 ~ 3일 정도에 증상이 나타나며 증상은 7 ~ 10일 정도 지속된다.
감염된 사람에서 나온 호흡기 비말에 의해 전파된다. 비말은 직접 다른 사람한테 옮겨 가거나 비말이 묻은 무언가를 다른 사람이 만진 뒤에 입, 코, 눈에 갖다 대면서 전파될 수 있다. 무증상 감염이 일어나기도 한다. 또한 A군 연쇄상구균에 감염된 피부를 통해 전파될 수도 있다. 진단은 증상을 가진 사람들에서 신속항원검사나 인후배양을 거친 결과를 기반으로 내린다.
손 씻기나 주방 기구를 같이 쓰지 않는 방법으로 연쇄상구균 감염을 예방할 수 있다. 효과적인 백신은 존재하지 않는다. 항생제 치료는 확진 판정을 받은 사람들에게만 권장된다. 감염된 환자는 발열이 사라질 때까지, 그리고 치료를 시작한 지 최소 12시간이 지날 때까지는 다른 사람들과의 접촉을 피해야 한다. 통증이 있는 경우 이부프로펜과 같은 비스테로이드 항염증제(NSAIDs)나 파라세타몰(아세트아미노펜)을 사용한다.
연쇄상구균 인두염은 아이들이 흔히 걸리는 세균성 감염 질환이다. 아이들에게서 발생한 인후통의 원인 중 15 ~ 40%를 차지하며 성인에서는 5 ~ 15%를 차지한다. 늦겨울이나 초봄에 더 빈발한다. 잠재적 합병증에는 류마티스열이나 편도주위농양이 있다.

## 증상과 징후
일반적인 연쇄상구균 인두염의 증상에는 인후통, 38 °C 이상의 발열, 편도의 삼출물(고름), 목림프절 부음 등이 있다.
그 외의 증상에는 두통, 구역질, 구토, 복통, 근육통, 성홍열 모양의 발진, 입천장의 점상출혈이 있다. 점상출혈은 흔하지 않은 증상이지만 특이도가 높은 소견이다.
증상은 보통 병원균에 노출된 지 1 ~ 3일째에 나타나고 7 ~ 10일 동안 지속된다.
결막염, 쉰목소리, 콧물, 입의 궤양 같은 증상이 있으면 연쇄상구균 인두염일 가능성이 낮다. 발열이 없는 경우에도 가능성이 적다고 본다.

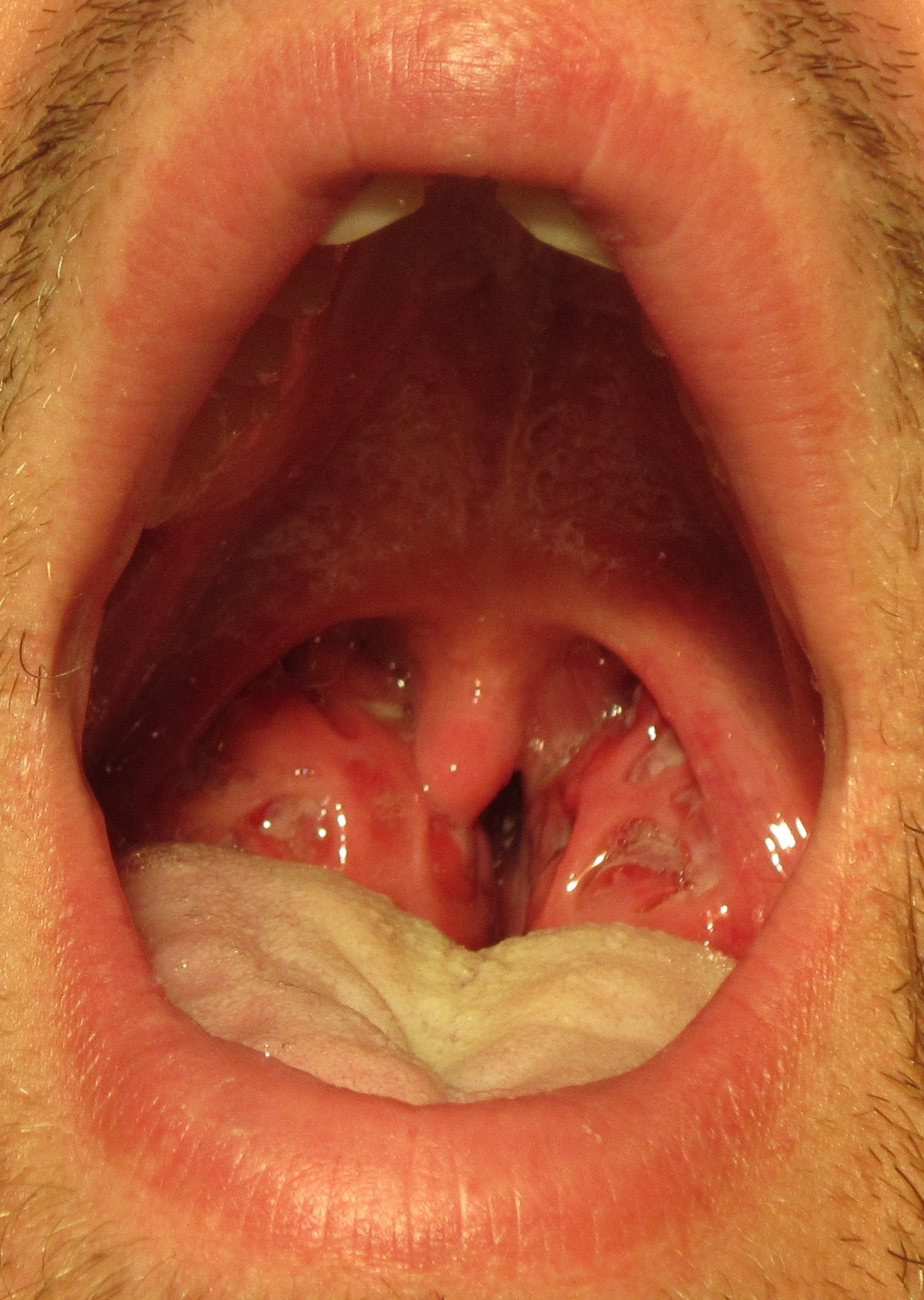
입을 크게 벌려 목구멍을 보이게 한 모습. 배양 결과 A군 연쇄상구균 양성이 나와 감염이 확진된 사람이다. 하얀 삼출물과 함께 편도가 커진 것이 보인다.
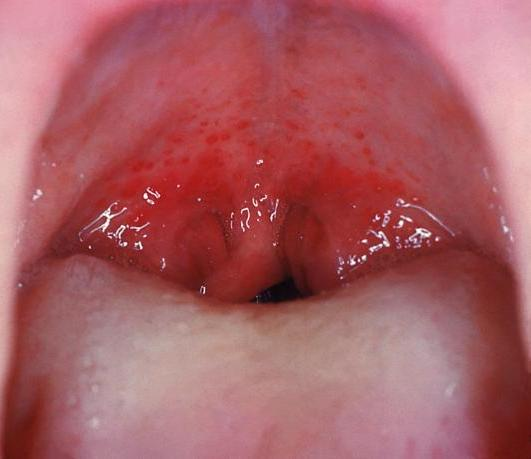
입을 크게 벌려 목구멍을 보이게 한 모습. 작고 빨간 점으로 보이는 여린입천장의 점상출혈에 주목할 필요가 있다. 점상출혈은 흔하지는 않지만 특이도가 높은 연쇄상구균 인두염의 소견이다.
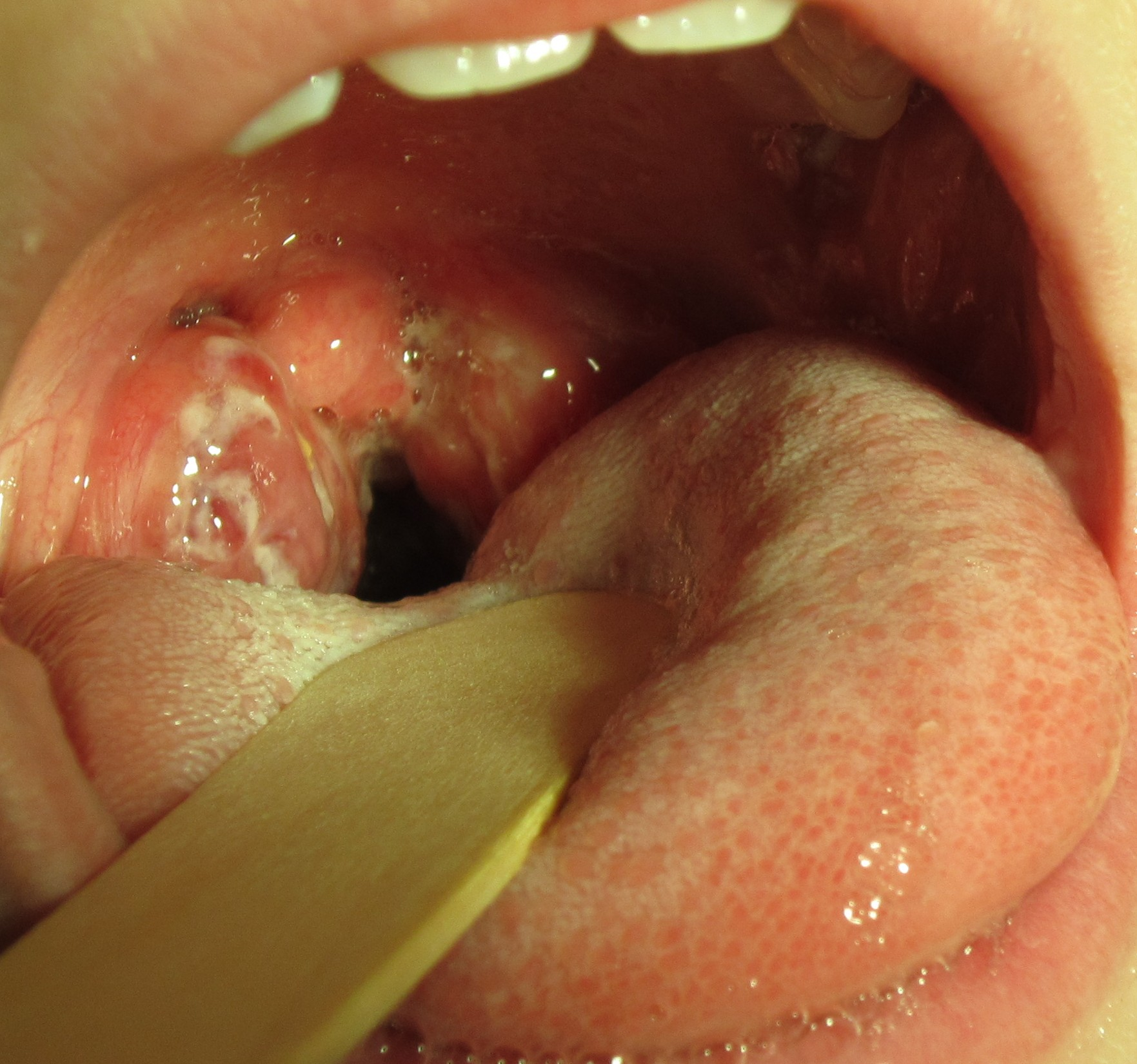
목구멍 뒤쪽의 커져 있는 편도. 하얀 삼출물로 뒤덮여 있다. 연쇄상구균 감염 확진을 받은 8세 환자이다.

## 원인
연쇄상구균 인두염의 원인균은 A군, 베타-용혈성을 보이는 화농성연쇄상구균(Streptococcus pyogenes)이다. 사람은 화농성연쇄상구균의 일차 자연 숙주이다. A군이 아닌 베타-용혈성 연쇄상구균이나 푸소박테리움(Fusobacterium)도 인두염을 일으킬 수 있다. 감염된 환자와 직접, 밀접 접촉하여 감염될 수 있으며 따라서 군대나 학교와 같은 밀집 시설에서는 전파 속도가 빨라진다. 먼지에 들어간 건조된 상태의 세균은 감염성을 보이지 않지만, 칫솔 같은 물건에 포함되어 습기를 머금은 세균은 15일까지 생존할 수 있다. 오염된 음식도 세균 유행으로 이어질 수 있으나 드물다. 증상이나 소견이 전혀 없는 아이들의 12%가 인두에 화농성연쇄상구균이 감염된 상태이다. 치료 후에도 이들 중 약 15%가 화농성연쇄상구균 양성이며, 이들은 실제 보균자 역할을 할 수 있다.

## 진단
| 점수     | 연쇄상구균 인두염일 확률 | 치료                           |
| -------- | ------------------------ | ------------------------------ |
| 1 이하   | <10%                     | 항생제나 배양 불필요           |
| 2        | 11–17%                   | 배양 결과나 RADT에 맞는 항생제 |
| 3        | 28–35%                   | 배양 결과나 RADT에 맞는 항생제 |
| 4 또는 5 | 52%                      | 경험적 항생제                  |

여러 진단에 도움이 되는 점수 체계가 있지만 정확성이 충분하지 않다는 이유로 실제 사용에 대해서는 논쟁의 여지가 있다. 수정된 센터 기준(Centor criteria)은 다섯 개의 기준으로 구성되어 있으며, 점수의 총합이 연쇄상구균 감염 가능성을 나타낸다.
각 기준을 충족할 때마다 1점을 부여한다.
- 기침이 나오지 않음
- 목림프절이 붓고 압통이 느껴짐
- 체온이 38°C를 넘음
- 편도 삼출물이나 부종
- 나이가 15세 미만 (44세 초과인 경우 1점을 차감)

점수가 1점이라면 치료나 배양이 필요하지 않을 수도 있다. 그러나 가족 구성원 중 감염자가 있는 경우와 같이 다른 고위험 인자가 있을 때에는 추가 검사를 시행해야 한다.
미국 감염병협회는 일상적인 항생제 치료를 권장하지 않으며, 검사에서 양성 결과가 나온 뒤에만 항생제 사용이 적절하다고 본다. 3세 이하의 아이에서 A군 연쇄상구균 감염이나 류마티스열은 모두 드물기 때문에, 해당 질환에 걸린 형제자매가 있지 않다면 검사는 불필요하다.

### 실험실 검사
인후배양은 연쇄상구균 인두염 진단의 최적표준으로 민감도는 90 ~ 95%이다. 연쇄상구균 신속항원검사(RADT)도 사용되는데, 결과가 빨리 나오지만 민감도는 70% 정도로 낮다. 두 검사법의 통계적인 특이도는 98%로 동등하다. 류마티스열이 흔히 발병하지 않는 지역에서 연쇄상구균 신속항원검사 결과가 음성이라면 연쇄상구균 인두염을 배제하기 충분하다고 판단한다.
의심 환자에서 인후배양이나 신속항원검사 결과가 양성이고 관련된 증상이 있다면 양성 확진 판정을 내릴 수 있다. 성인에서 신속항원검사 결과가 음성이라면 연쇄상구균 인두염을 배제할 수 있다. 그러나 어린이의 경우 확진을 위해 인후배양까지 시행하는 것이 권장된다. 무증상이라면 평소대로 인후배양이나 신속항원검사로만 검사해서는 안되는데, 이는 인구의 특정 비율은 어떠한 유해한 효과 없이 목구멍에 연쇄상구균이 계속 보균된 상태이기 때문이다.

### 감별진단
연쇄상구균 인두염의 증상은 다른 질병들과 겹치므로 임상적으로 진단하기 어려워질 수 있다. 기침, 콧물, 설사, 결막염, 발열, 인후통 등은 연쇄상구균보다는 바이러스성 인후염을 더 강하게 시사한다. 감염성 단핵구증에서도 인후통, 발열, 편도 비대와 함께 림프절 비대가 나타날 수 있다. 비슷한 증상을 보일 수 있는 다른 질환에는 후두덮개염, 가와사키병, 급성 레트로바이러스 증후군, 르미에르 증후군, 구강저 봉와직염, 편도주위농양, 인두후농양 등이 있다.

## 예방
목구멍에 감염이 1년에 세 차례 이상으로 잦은 사람들에게는 편도절제술이 합리적인 예방책이 될 수 있다. 그러나 그 이득은 적으며 감염도 조치를 취했는지와 관계없이 시간이 지날수록 적게 나타나는 게 일반적이다. 화농성연쇄상구균 검사 양성이며 인두염이 재발하는 경우에는 재발성 바이러스 감염에 걸린 화농성연쇄상구균의 만성 보균자일 수 있다. 균에 노출되었지만 증상을 보이지 않는 사람에 대한 치료는 권장되지 않는다. 화농성연쇄상구균 보균자를 치료하는 것 역시 전파와 합병증의 위험성이 적기 때문에 권장되지 않는다.
생활 습관 개선도 예방에 도움이 될 수 있다. 공기가 건조하면 점막의 방어 기능이 제대로 작동하지 못하므로 적정 습도를 유지하는 것이 좋다. 또한 세균과 바이러스의 서식처가 될 수 있는 공기청정기, 에어컨, 가습기 등을 청결히 유지하고 정기적으로 필터를 교환해야 한다.

## 치료
연쇄상구균 인두염은 치료하지 않을 시 대개 수 일 안에 사라진다. 항생제 치료 시 급성 인두염의 기간이 대략 16시간 정도로 짧아진다. 항생제 치료의 주된 이유는 류마티스열이나 인두후농양 같은 합병증의 위험을 줄이기 위해서이다. 증상이 나타난 지 9일 안에 항생제를 투여하면 급성 류마티스열을 예방할 수 있다.

### 진통제
비스테로이드 항염증제(NSAIDs)나 파라세타몰(아세트아미노펜) 같은 진통제가 연쇄상구균 인두염의 통증을 조절하는 데에 도움을 준다. 리도카인 비스코스도 유용할 수 있다. 스테로이드는 통증 관리에 도움이 되기도 하지만 일반적으로 권장되지는 않는다. 성인에게는 아스피린을 투여하기도 하지만 어린이의 경우 라이 증후군 발생 위험이 있으므로 아스피린은 권장하지 않는다.

### 항생제
미국에서는 연쇄상구균 인두염에 대한 항생제로 안전성, 비용, 효율성을 고려하여 페니실린 V를 사용한다. 유럽에서는 아목시실린을 선호한다. 류마티스열 위험이 높은 인도에서는 벤자틴 벤질페니실린 G 근육 주사를 일차 약물로 사용한다.
적절한 항생제 사용으로 평균 3 ~ 5일인 증상 지속 기간을 1일 정도로 줄이고 전염성을 낮출 수 있다. 항생제를 처방하는 주된 이유는 류마티스열이나 편도주위농양 같은 드문 합병증의 발생을 줄이기 위해서이다. 어떤 항생제를 선호하여 사용할지는 나타날 수 있는 부작용을 고려하여야 하며, 약물 부작용을 보이거나 합병증 발생 위험이 낮은 건강한 성인에 대해서는 항생제 치료를 하지 않는 것이 합리적이다. 항생제는 연쇄상구균 인두염의 추정 빈도보다 더 높은 비율로 처방되고 있다.
에리트로마이신이나 다른 마크롤라이드, 클린다마이신은 심각한 페니실린 알레르기를 가진 사람들에게 권장된다. 덜 심한 알레르기를 보이는 환자에게는 1세대 세팔로스포린을 사용할 수 있으며 일부 확실성이 낮은 근거에서는 세팔로스포린이 페니실린보다 효과가 좋다고 주장한다. 류마티스 심장병 발생률이 낮은 지역의 경우 이러한 후기 항생제들을 3 ~ 7일만 처방해도 페니실린을 표준대로 10일 처방한 것과 비교했을 때 비슷한 효과를 보인다. 연쇄상구균 감염은 급성 사구체신염의 원인이 되기도 하며 항생제로는 발생 위험이 줄어들지 않는다.

## 예후
치료와 관계없이 증상은 보통 3 ~ 5일 동안 심해진다. 항생제 치료는 합병증과 전파 위험을 감소시키며, 어린이의 경우 항생제를 투여했다면 24시간 이후 학교로 돌아갈 수 있다. 성인의 합병증 위험은 낮다. 어린이의 급성 류마티스열은 대부분 선진국에서 드물다. 그러나 오스트레일리아의 일부 지역, 인도, 사하라 이남 아프리카 등에서 급성 류마티스열은 후천적 심장병의 중요한 원인이다.

## 합병증
연쇄상구균 감염으로 인한 합병증에는 다음과 같은 질환들이 있다.
- 급성 류마티스열[11]
- 성홍열[37]
- 연쇄상구균 독성쇼크증후군[37][38]
- 사구체신염[39]
- 판다스병(PANDAS)[40][41][42]
- 편도주위농양[8]
- 경부 림프절염[8]
- 꼭지돌기염[8]

미국 어린이들에서 연쇄상구균 인두염에 의해 발생하는 경제적 비용은 연간 약 350만 달러로 추산된다.

## 역학
미국에서 연간 1,100만 명의 사람들이 연쇄상구균 인두염의 상위 범주인 인두염으로 확진된다. 연쇄상구균 인두염은 어린이 인후통의 15 ~ 40%를, 성인에서는 5 ~ 15%를 차지한다. 주로 늦겨울과 초봄에 빈발한다.